# Foreste costiere di Cross-Sanaga-Bioko
Le foreste costiere di Cross-Sanaga-Bioko sono un'ecoregione dell'ecozona afrotropicale, definita dal WWF (codice ecoregione: AT0107), che si estende attraverso la Nigeria, il Camerun e l'isola di Bioko, appartenente alla Guinea Equatoriale. Forma, assieme alle ecoregioni delle foreste costiere equatoriali atlantiche e delle foreste di pianura di São Tomé, Príncipe e Annobón, la regione denominata foreste costiere del Congo, inclusa nella lista Global 200.

## Territorio
È un'ecoregione di foresta pluviale che, con un'estensione di 52.200 km², occupa una fascia di circa 300 km di larghezza lungo la costa atlantica tra il fiume Cross, nel sud della Nigeria, e il Sanaga, nel sud-ovest del Camerun, oltre alle pianure dell'isola di Bioko. Restano escluse dall'ecoregione le mangrovie costiere, le foreste montane del Monte Camerun e di Bioko (al di sopra degli 800 m di quota) e le foreste degli altopiani del Camerun (al di sopra dei 900 m di quota). Inoltre, confina a nord con il mosaico di foresta e savana della Guinea, a est con il mosaico di foresta e savana congolese settentrionale, a sud con le foreste costiere equatoriali atlantiche e a ovest con la foresta di transizione Cross-Niger. Il clima è tropicale umido; le precipitazioni annue variano tra i 2000 mm dell'interno fino agli oltre 10.000 del sud-ovest di Bioko e delle colline pedemontane del monte Camerun. Nelle zone più secche si può avere una breve stagione secca di due-tre mesi. L'umidità è generalmente inferiore al 90%. Le temperature oscillano tra i 15-21 e i 27-33 °C, con poche variazioni stagionali
.

## Flora
La vegetazione principale è costituita da una foresta pluviale costiera igrofila sempreverde, mista a foresta pluviale semi-sempreverde nelle regioni più secche dell'interno, con alberi alti fino a 50 m. Le famiglie maggiormente rappresentate sono annonacee, leguminose, euforbiacee, rubiacee e sterculiacee, benché predominino le leguminose cesalpinioidee. La ricchezza di specie è impressionante. Benché l'inventario floristico della regione non sia ancora completo, il numero di endemismi conosciuti è già elevato. Tra gli alberi endemici possiamo citare: Camplyospermum dusenii, Deinbollia angustifolia, Deinbollia saligna, Hymenostegia bakeri, Medusandra richardsiana, Soyauxia talbotii e lo zebrano Microberlinia bisulcata.

## Fauna
La fauna è molto ricca; questa ecoregione ospita la maggiore diversità di specie selvatiche di mammiferi, uccelli e farfalle di tutta l'Africa. È inoltre presente una gran varietà di rettili e anfibi. Le aree protette di questa ecoregione sono importanti per la conservazione di specie come il gorilla occidentale (Gorilla gorilla), lo scimpanzé (Pan troglodytes) e l'elefante di foresta (Loxodonta cyclotis). I principali predatori sono il leopardo (Panthera pardus) e l'aquila coronata (Stephanoaetus coronatus). Il cercopiteco di Preuss (Cercopithecus preussi) è endemico dell'ecoregione. Altre varie specie di primati sono invece quasi endemiche: il cercopiteco dalle orecchie rosse (Cercopithecus erythrotis), il cercopiteco coronato (Cercopithecus pogonias), il drillo (Mandrillus leucophaeus) e il galagone Euoticus pallidus. Il gorila occidentale del fiume Cross (Gorilla gorilla diehli) è una sottospecie rigorosamente endemica dell'ecoregione, e si trova a un passo dall'estinzione. Endemici sono pure due piccoli mammiferi, il pipistrello vespertilionide Chalinolobus egeria e il toporagno Crocidura picea, così come il camaleonte Chamaeleo camerunensis, le anfisbene Cynisca schaeferi e Cynisca gansi e le rane Afrixalus schneideri, Hyperolius bopeleti e Phrynobatrachus werneri.

## Conservazione
L'ecoregione è in gran parte minacciata dall'avanzare dell'agricoltura e dalla deforestazione. Altre minacce sono la caccia ai grandi mammiferi per scopo alimentare e per la fabbricazione di amuleti e farmaci, e il traffico delle specie. Benché più del 10% dell'ecoregione sia nominalmente protetta, la gestione dei parchi non è adeguata. In Nigeria si trovano il parco nazionale di Cross River, il parco nazionale di Gashaka-Gumti e la riserva forestale del fiume Afi; in Camerun, il parco nazionale di Korup e la riserva forestale di Takamanda.